# در ستایش دیوانگی

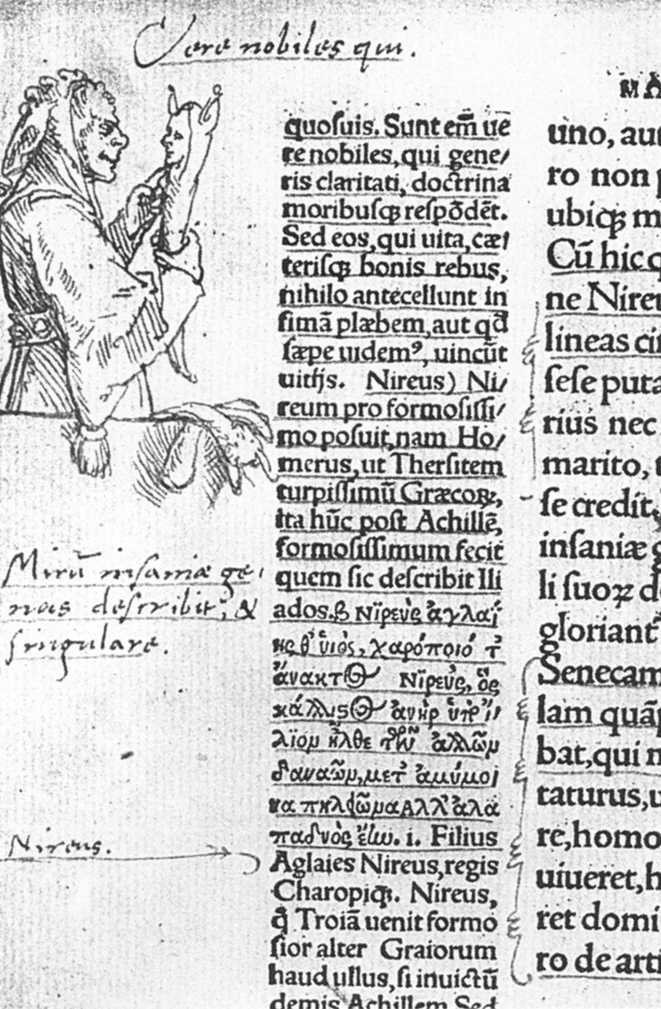
طرحی در نخستین چاپ کتاب «در ستایش دیوانگی» در بازل، ۱۵۱۵

در ستایش دیوانگی (به هلندی: lof der zotheid) - (به لاتین: Stultitiae Laus) عنوان اثر معروف اراسموس فیلسوف هلندی است که در ابتدای سده شانزدهم میلادی نوشته شد. این کتاب در سده‌های شانزده و هفده میلادی از پرفروش‌ترین کتاب‌های اروپا بود.
«در ستایش دیوانگی» نخستین اثری است که پس از قرون وسطی استبداد مقامات مسیحی را با زبان طنز و شوخی مورد انتقاد قرار داد.
متن کتاب به زبان لاتین که زبان علمی آن دوره بود نوشته شده‌است. ایده این اثر طی مسافرتی از ایتالیا به انگلیس به ذهن اراسموس خطور کرد و آن را در منزل تامس مور، صدراعظم آینده انگلستان در هشت روز نوشت. او طی نامه‌ای که در آغاز کتاب آمده‌ است اثر را به میزبانش تقدیم کرده است.
انتشار کتاب باعث تشویق هواداران اصلاحات مذهبی شد و در مقابل، خشم کلیسا و مراکز آموزش حکمت مسیحی را برانگیخت. از آن‌جا که اراسموس دارای دوستان پرنفوذی در اروپا بود و دستگاه کلیسا در آن ایام درگیر اصلاحات مذهبی مارتین لوتر بود او توانست پس از نوشتن این کتاب از محاکمه مذهبی در امان بماند و جان سالم ببرد. در فرانسه، سوربن که بزرگ‌ترین مرکز تعلیم علوم مسیحی آن روز اروپا بود وی را ملحد دانست و حکم سوزاندن وی را صادر کرد. اما از آن‌جا که به وی دسترسی نیافتند، لویی برکن نماینده و نخستین مترجم کتاب‌اش در فرانسه را در آتش سوزاندند.
کتاب که سرشار از اشارات به اسطوره‌های یونانی و لاتینی است در واقع خطابه‌ای است از زبان دیوانه‌ای در ستایش از خود. دیوانگی خود را عامل تمام فعالیت‌های انسان‌ها می‌داند و بیان می‌دارد که خوش‌ترین ایام زندگی، یعنی کودکی نیز به خاطر بی بهره بودن از عقل است که این چنین دلپذیر است. سپس زبان به شرح و بیان رذایل اخلاقی و ساختارهای معیوب اجتماعی که بنیاد عقلانی ندارند می‌گشاید و با زبان طنز، آن‌ها را دستاورد دیوانگی می‌خواند: ازدواج، خرافات مذهبی، جنگ، فلسفه، علوم دانشگاهی بی فایده، دولت و مهمتر از همه، کلیسا. سپس اصناف مختلف همچون الهیدانان، درباریان، خطبا، ادیبان و... را هدف هجمۀ خود می‌سازد و آن‌ها را از یاران خود می‌شمارد. 
و در نهایت با لحن طنز می‌گوید: در این جهان، کسانی که دنبال عقل باشند، ناخوش‌ترین مردم هستند، و کسانی که بهرۀ کمتری از عقل داشته باشند، بیش از همه در آسایشند.

این اثر توسط حسن صفاری به پارسی ترجمه شده‌است و نشر فرزان روز آن را در سال ۱۳۷۶ منتشر کرد. این ترجمه تا سال ۱۳۸۷ به چاپ ششم رسیده‌است.